# Леонид Юдасин
Леонид Юдасин (на иврит: ‏ליאוניד יודסין‎) е израелски шахматист. Международен майстор е от 1982 и гросмайстор от 1984 г. Шампион е на Ленинград за 1984 г. Поделя шампионската титла на Съветския съюз през 1990 с шахматистите Белявски, Бареев и Въжманавин. Двукратен шампион на Израел в годините 1994 и 1996 г. Живее в Ню Йорк, където води собствена шахматна школа.

## Турнирни победи
- 1989 – Ленинград
- 1990 – Калкута
- 1993 – Леон
- 1996 – Хайфа
- 1997 – Реджо Емилия
- 1998 – Реджо Емилия

## Участия на шахматни олимпиади
| Година | Организатор | Отбор  | Класиране (отборно) | Дъска         |
| 1990   | Нови Сад    | СССР   | 1                   | Първа резерва |
| 1994   | Москва      | Израел | 14                  | Първа         |
| 1996   | Ереван      | Израел | 17                  | Втора         |